# 2012年夏季奧林匹克運動會自由車比賽
2012年夏季奧林匹克運動會自由車比賽於五個場地舉行。自由車場地賽於倫敦室內自由車館舉行，山地賽於Hadleigh Park舉行，小輪車於倫敦奧林匹克公園的越野自由車場舉行，公路賽於The Mall舉行，計時賽於漢普敦宮舉行。本屆賽事取消了麥迪遜賽及男女子個人追逐賽，新增女子團體爭先賽、團體追逐及競輪賽，以及男女子均新增全能賽。

## 獎牌榜
*   主办国家/地区（英国）
| 排名                      | 国家 / 地区               | 金牌 | 銀牌 | 銅牌 | 总计 |
| ------------------------- | ------------------------- | ---- | ---- | ---- | ---- |
| 1                         | 英国*                     | 8    | 2    | 2    | 12   |
| 2                         | 德国                      | 1    | 4    | 1    | 6    |
| 3                         | 法国                      | 1    | 3    | 0    | 4    |
| 4                         |                           | 1    | 2    | 3    | 6    |
| 5                         | 美国                      | 1    | 2    | 1    | 4    |
| 6                         | 哥伦比亚                  | 1    | 1    | 1    | 3    |
| 7                         | 荷兰                      | 1    | 0    | 2    | 3    |
| 8                         | 捷克                      | 1    | 0    | 0    | 1    |
| 8                         | 丹麦                      | 1    | 0    | 0    | 1    |
| 8                         |                           | 1    | 0    | 0    | 1    |
| 8                         | 拉脱维亚                  | 1    | 0    | 0    | 1    |
| 12                        | 中国                      | 0    | 2    | 1    | 3    |
| 13                        | 新西兰                    | 0    | 1    | 2    | 3    |
| 14                        | 瑞士                      | 0    | 1    | 0    | 1    |
| 15                        | 俄罗斯                    | 0    | 0    | 2    | 2    |
| 16                        | 加拿大                    | 0    | 0    | 1    | 1    |
| 16                        | 中国香港                  | 0    | 0    | 1    | 1    |
| 16                        | 意大利                    | 0    | 0    | 1    | 1    |
| 16                        | 挪威                      | 0    | 0    | 1    | 1    |
| 总计（共19个国家 / 地区） | 总计（共19个国家 / 地区） | 18   | 18   | 19   | 55   |

## 獎牌得主

### 公路賽
| 賽事                | 金牌                              | 银牌                            | 铜牌                                |
| 男子公路賽 （詳細） | 亞歷山大·維諾庫羅夫 · （KAZ）     | 里戈韦托·乌兰 · 哥伦比亚（COL） | 亚历山大·克里斯托夫 · 挪威（NOR）   |
| 女子公路賽 （詳細） | 瑪莉安妮·禾絲 · 荷兰（NED）       | 莉齐·阿米特斯特德 · 英国（GBR） | 奥莉加·扎别林斯卡娅 · 俄罗斯（RUS） |
| 男子計時賽 （詳細） | 布拉德利·威金斯 · 英国（GBR）     | 托尼·马丁 · 德国（GER）         | 克里斯·弗羅梅 · 英国（GBR）         |
| 女子計時賽 （詳細） | 克丽斯廷·阿姆斯特朗 · 美国（USA） | 尤迪特·阿恩特 · 德国（GER）     | 奥莉加·扎别林斯卡娅 · 俄罗斯（RUS） |

### 場地賽
| 賽事                    | 金牌                                                                | 银牌                                                              | 铜牌                                                                            |
| 男子個人競速賽 （詳細） | 賈森·肯尼（英国）                                                   | 格雷戈里·博熱（法国）                                             | 沙恩·珀金斯（）                                                                 |
| 女子個人競速賽 （詳細） | 安娜·米雷斯（）                                                     | 維多利亞·彭德爾頓（英国）                                         | 郭爽（中国）                                                                    |
| 男子團體競速賽 （詳細） | 英国（GBR） · 菲利普·海因兹 · 克里斯·霍伊 · 贾森·肯尼               | 法国（FRA） · 格雷戈里·博热 · 米夏埃尔·德阿尔梅达 · 凯万·西罗     | 德国（GER） · 勒内·恩德斯 · 马克西米利安·莱维 · 罗伯特·弗尔斯特曼               |
| 女子團體競速賽 （詳細） | 德国（GER） · 克里斯蒂娜·沃格尔 · 米丽亚姆·威尔特                   | 中国（CHN） · 宫金杰 · 郭爽                                       | （AUS） · 卡勒·麦卡洛克 · 安娜·米雷斯                                           |
| 男子競輪 （詳細）       | 克里斯·霍伊（英国）                                                 | 馬克西米利安·萊維（德国）                                         | 西蒙·范费尔托芬（新西兰） · 特恩·米尔德（荷兰）                                 |
| 女子競輪 （詳細）       | 維多利亞·彭德爾頓（英国）                                           | 郭爽（中国）                                                      | 李慧詩（中国香港）                                                              |
| 男子團體追逐賽 （詳細） | 英国（GBR） · 埃德·克兰西 · 杰兰特·托马斯 · 史蒂文·伯克 · 彼得·肯诺 | （AUS） · 杰克·博布里奇 · 格伦·奥谢 · 羅漢·丹尼斯 · 迈克尔·赫伯恩 | 新西兰（NZL） · 萨姆·比利 · 亚伦·盖特 · 马克·瑞安 · 杰西·瑟金特 · 韦斯特利·高夫 |
| 女子團體追逐賽 （詳細） | 英国（GBR） · 达妮埃尔·金 · 劳拉·特洛特 · 乔安娜·劳斯尔             | 美国（USA） · 莎拉·哈默尔 · 多茜·鲍施 · Lauren Tamayo             | 加拿大（CAN） · 塔拉·惠滕 · 吉莉恩·卡尔顿 · 贾丝敏·格莱塞尔                     |
| 男子全能賽 （詳細）     | 拉塞·诺曼·汉森（丹麦）                                              | 布里安·科卡尔（法国）                                             | 埃德·克兰西（英国）                                                             |
| 女子全能賽 （詳細）     | 劳拉·特洛特（英国）                                                 | 莎拉·哈默尔（美国）                                               | 安尼特·埃德蒙森（）                                                             |

* 只在預賽參加。

### 越野賽
| 賽事                | 金牌                        | 银牌                  | 铜牌                             |
| 男子越野賽 （詳細） | 雅羅斯拉夫諾·庫拉維（捷克） | 尼諾·舒爾特（瑞士）   | 马尔科·奥雷利奥·丰塔纳（意大利） |
| 女子越野賽 （詳細） | 朱莉·布雷塞（法国）         | 扎比内·施皮茨（德国） | 喬治婭·古爾德（美国）            |

### 小輪車
| 賽事          | 金牌                              | 银牌                | 铜牌                      |
| 男子 （詳細） | 马里斯·斯特罗姆伯格斯（拉脱维亚） | 萨姆·威洛比（）     | 卡洛斯·奥肯多（哥伦比亚） |
| 女子 （詳細） | 玛丽安娜·帕洪（哥伦比亚）         | 薩拉·沃德（新西兰） | 羅拉·絲摩德（荷兰）       |